# Mauritiaanse roepie
De roepie is de munteenheid van Mauritius. Eén roepie is honderd cent, hoewel deze niet meer gebruikt worden.
De volgende munten worden gebruikt: 0,5; 1; 5; 10 en 20 roepie. Het papiergeld is beschikbaar in 25, 50, 100, 200, 500, 1000 en 2000 roepie.
Rond 1600, toen de Nederlanders op Mauritius waren, werd er Nederlands geld gebruikt. Toen de Fransen het eiland overnamen werd het Frans koloniaal pond gebruikt van 1718 tot 1810. Ook circuleerden Spaanse en Indiase munteenheden. Ook Spaanse dollars werden gebruikt. Toen Mauritius een Britse kolonie werd, werd het Britse pond sterling meer als rekeneenheid gebruikt. De Indiase roepie verving langzaam de Franse en Spaanse munten. Van 1848 tot 1934 was deze munteenheid het belangrijkst totdat de Mauritiaanse roepie, die gekoppeld was aan het Britse pond, deze munteenheid verving.